# 피아트 도블로
피아트 도블로(Fiat Doblò)는 2000년부터 이탈리아 자동차 회사인 피아트에서 생산하는 패널 밴 및 LAV이다. 평화자동차 뻐꾸기의 원판으로 익히 알려져 있다. 2000년 10월 파리 모터쇼 에서 공개되었으며 피아트 팔리오의 플랫폼을 기반으로 하였다 2세대 도블로는 대부분의 시장에서 2010년에 원래 차량을 계승했으며 미국에서는 2015년부터 2022년까지 램 프로마스터 시티로 판매되고 있다. 시트로엥 베를링고 의 배지 엔지니어링 버전인 3세대 도블로가 2022년 6월에 공개되었다. 토요타 프로에이스 시티, 오펠 콤보와 완전히 형제차가 되었다.